# کالین گری
کالین گری (انگلیسی: Coleen Gray؛ زادهٔ ۲۳ اکتبر ۱۹۲۲ – درگذشته ۳ اوت ۲۰۱۵) هنرپیشه اهل ایالات متحده آمریکا بود. وی بین سال‌های ۱۹۴۴ تا ۱۹۸۶ میلادی فعالیت می‌کرد.

## گزیده فیلمشناسی
- بوسه مرگ (۱۹۴۷)
- رودخانه سرخ (۱۹۴۸)
- ماسه (۱۹۴۹)
- سوارکاری در اوج (۱۹۵۰)
- ستاره‌ای در خاک (۱۹۵۶)
- کشتن (۱۹۵۶)
- خون‌آشام (۱۹۵۷)